# Collecteur commun

Un amplificateur à collecteur commun.

En électronique, un collecteur commun ou émetteur-suiveur est un type d’amplificateur électronique utilisant un transistor bipolaire. L’expression de collecteur commun vient du fait que l’électrode « collecteur » du transistor est reliée à l’alimentation. Dans ce montage, la base du transistor sert d’entrée ; le collecteur est relié à un « rail » d’alimentation ou à la masse ; l’émetteur est relié à la charge à piloter. L'expression d’émetteur suiveur vient du fait que la sortie reliée à l’émetteur suit quasiment le signal d’entrée appliqué à la base.
Le montage à collecteur commun possède un gain en tension proche de l'unité. Cela signifie que les signaux alternatifs présents à son entrée se retrouveront de façon presque identique en sortie — si la charge reliée à la sortie n'est pas trop importante. Le gain en courant de ce montage dépend fortement du hFE du transistor. Un petit changement du courant d’entrée entraîne un changement plus important du courant fourni à la charge reliée à la sortie. Ainsi un montage possédant un faible courant maximum de sortie peut être utilisé pour piloter une charge de faible impédance par l'intermédiaire d'un amplificateur à collecteur commun. Ce montage est généralement utilisé comme étage de sortie dans les amplificateurs de classes B et AB. La polarisation du transistor est alors modifiée pour qu'il fonctionne en classe B ou AB. Dans le cas d'un fonctionnement en classe A, la résistance de sortie est parfois remplacée par une source de courant active afin d'améliorer la linéarité et/ou augmenter le rendement.

## Caractéristiques en petits signaux
RemarqueLes segments parallèles indiquent que les composants de part et d'autre sont disposés en parallèle.

### Gain en tension
{\displaystyle {V_{\mathrm {out} } \over V_{\mathrm {in} }}={(1+\beta _{0})(R_{\mathrm {E} }\|R_{\mathrm {load} }) \over r_{\pi }+(1+\beta _{0})(R_{\mathrm {E} }\|R_{\mathrm {load} })}}

### Résistance d'entrée
{\displaystyle r_{\mathrm {in} }=R_{1}\,\|\,R_{2}\,\left\|\,\left(r_{\pi }+(1+\beta _{0})(R_{\mathrm {E} }\|R_{\mathrm {load} })\right)\right.\,}

### Gain en courant
{\displaystyle A_{\mathrm {vm} }=Av*{r_{\mathrm {in} } \over R_{\mathrm {load} }}}

### Résistance de sortie
{\displaystyle r_{\mathrm {out} }=R_{\mathrm {E} }\left\|{\frac {(R_{1}\|R_{2})+r_{\pi }}{(1+\beta _{0})}}\right.}
{\displaystyle (R_{\mathrm {E} }=R_{\mathrm {3} })}
La résistance {\displaystyle R_{g}} du générateur qui attaque l'étage en collecteur commun influe sur la résistance de sortie. Ce peut être la résistance de sortie de l'étage précédent. La résistance de sortie devient :
{\displaystyle r_{\mathrm {out} }=R_{\mathrm {E} }\left\|{\frac {(R_{g}\|R_{1}\|R_{2})+r_{\pi }}{(1+\beta _{0})}}\right.}
La formule est valable avec des impédances.
Les variables non listées sur le schéma sont :
- gm : la transconductance en siemens, calculée grâce à {\displaystyle g_{m}={I_{\mathrm {C} } \over V_{\mathrm {T} }}\,}, avec :
  - {\displaystyle I_{\mathrm {C} }\,} : le courant de polarisation du collecteur,
  - {\displaystyle V_{\mathrm {T} }={kT \over q}\,} est la tension thermique. Elle dépend de la constante de Boltzmann k, de la charge élémentaire q et de la température T du transistor en kelvins. À température ambiante elle est de 25 mV (cf. Google calculator).
- {\displaystyle \beta _{0}={I_{\mathrm {C} } \over I_{\mathrm {B} }}\,} est le gain en courant à basse fréquence (communément appelé hFE). C'est un paramètre spécifique à chaque transistor. Il est indiqué dans sa fiche technique.
- {\displaystyle r_{\pi }={\beta _{0} \over g_{m}}={V_{\mathrm {T} } \over I_{\mathrm {B} }}\,}